# Chadibe (Mahalapye)
Chadibe é uma vila localizada no Distrito Central em Botswana, mais especificamente no subdistrito de Mahalapye. Possuía, em 2011, uma população estimada de 2 973 habitantes.